# FVG-IX - Friuli Venezia Giulia Internet eXchange
Il Friuli-Venezia Giulia Internet eXchange point (FVG-IX), è un punto di interscambio neutro tra Internet Service Provider nell'Italia del nord-est. È situato fisicamente a Udine in zona Pasian di Prato, presso la sede di InAsset Srl.